# PTT Thailand Open 2013
PTT Thailand Open 2013 byl tenisový turnaj pořádaný jako součást mužského okruhu ATP World Tour, který se hrál na krytých dvorcích s tvrdým povrchem v hale Impact Arena. Konal se mezi 21. až 28. zářím 2013 v thajské metropoli Bangkoku jako 11. ročník turnaje.
Turnaj s rozpočtem 631 530 dolarů patřil do kategorie ATP World Tour 250. Nejvýše nasazeným hráčem ve dvouhře byl šestý tenista světa Tomáš Berdych z České republiky, pro něhož účast ve finále znamenala návrat na pátou příčku světové klasifikace.

## Dvouhra

### Nasazení hráčů
| Země      | Hráč            | ATP1) | Nasazení |
| --------- | --------------- | ----- | -------- |
| Česko     | Tomáš Berdych   | 6.    | 1.       |
| Francie   | Richard Gasquet | 9.    | 2.       |
| Kanada    | Milos Raonic    | 11.   | 3.       |
| Francie   | Gilles Simon    | 16.   | 4.       |
| Rusko     | Michail Južnyj  | 20.   | 5.       |
| Španělsko | Feliciano López | 26.   | 6.       |
| Francie   | Jarkko Nieminen | 42.   | 7.       |
| Česko     | Lukáš Rosol     | 46.   | 8.       |

- 1) Žebříček ATP k 16. září 2013.

### Jiné formy účasti na turnaji
Následující hráči obdrželi divokou kartu do hlavní soutěže:
- Laslo Djere
- Jeong Sun-young
- Wishaya Trongcharoenchaikul

Následující hráči postoupili z kvalifikace:
- Marco Chiudinelli
- Alejandro Falla
- Santiago Giraldo
- Go Soeda

### Odhlášení
Před začátkem turnaje
- Ivan Dodig
- Andy Murray
- Tommy Robredo

### Skrečování
- Ivo Karlović (poranění zad)

## Čtyřhra

### Nasazení párů
| Země               | Hráč              | Země      | Hráč             | ATP1) | Nasazení |
| ------------------ | ----------------- | --------- | ---------------- | ----- | -------- |
| Indie              | Mahesh Bhupathi   | Švédsko   | Robert Lindstedt | 28.   | 1.       |
| Itálie             | Daniele Bracciali | Indie     | Leander Paes     | 50.   | 2.       |
| Spojené království | Jamie Murray      | Austrálie | John Peers       | 75.   | 3.       |
| Polsko             | Tomasz Bednarek   | Švédsko   | Johan Brunström  | 110.  | 4.       |

- 1) Žebříček ATP k 16. září 2013.

### Jiné formy účasti
Následující páry obdržely divokou kartu do hlavní soutěže:
- Laslo Djere /  Wishaya Trongcharoenchaikul
- Lu Jan-sun /  Danai Udomčoke

## Přehled finále

### Mužská dvouhra
- Milos Raonic vs.  Tomáš Berdych, 7–6(7–4), 6–3

### Mužská čtyřhra
- Jamie Murray /  John Peers vs.  Tomasz Bednarek /  Johan Brunström, 6–3, 3–6, [10–6]